# Prędko, prędzej
Prędko, prędzej – piosenka i pierwszy singel promujący jedenasty album polskiej grupy rockowej Hey zatytułowany Błysk. Singel wydała oficyna Kayax Production dnia 16 marca 2016.

## Notowania
- Lista Przebojów Trójki: 1 (5x)[5]
- Turbo Top AntyRadio: 3[6]
- Top 15 – Wietrzne Radio (Chicago): 4[7]
- SLiP: 5[8]